# マーク・エヴァンス
マーク・ホイットモア・エヴァンス(Mark Whitmore Evans、1956年3月2日 - )は、オーストラリアのベーシスト。かつて1975年3月から1977年6月まで、AC/DCのメンバーだったことで知られている。エヴァンスの演奏は、アルバム『T.N.T』、国際版(1976年)の『ハイ・ヴォルテージ』、『悪事と地獄』、『ロック魂』、EP『'74 ジェイルブレイク』に残されている。

## 経歴
もともとギタリストだったエヴァンスは、友人でAC/DCのローディーをしていたスティーヴ・マクグラス(Steve McGrath)によって、メルボルンのステーション・ホテルでAC/DCに紹介された。当時のAC/DCは、4人編成でマルコム・ヤングがベースを弾いていたが、マルコムはサイドギターに回り、エヴァンスがベースに迎えられることになった。
エヴァンスはアルバム『ハイ・ヴォルテージ』(オーストラリア盤)の全曲を一晩でものにして、バンドに加わった。シンガーのボン・スコットに会ったのは、次のギグのときだった。エヴァンスがAC/DCのメンバーとして初めてテレビに出たのは、オーストラリアのテレビ番組『Countdown』で、このときは「Baby, Please Don't Go」を演奏した(その模様はDVD『Family Jewels』に収録されている)。エヴァンスは、AC/DCのプロモーション・ビデオでも、「It's a Long Way to the Top (If You Wanna Rock 'n' Roll)」、「Jailbreak」など数作品に登場している。
アルバム『ロック魂』のレコーディングの後、エヴァンスはリードギターのアンガス・ヤングとの個人的関係がぎくしゃくし、遂にはクリフ・ウィリアムズに交代させられてしまう。ボン・スコットは、1977年のインタビューで、ウィリアムズと交代になった理由の一つは、ベース演奏の経験の差だった述べている。当時、エヴァンスは、「僕にとってもバンドにとっても、この方がいい」と述べていた。ヤング兄弟はどちらも、エヴァンス脱退の詳細を踏み込んで語ってはいないが、エピック・レコードのCEOで、1970年代半ばにAC/DCのブッキング・エージェントをしていたリチャード・グリフィス(Richard Griffiths)は、「マークが長続きしないことは誰の眼にも明らかだったさ、イイ奴すぎたんだ」と語っている。エヴァンスのAC/DCでの最後のギグは、1977年にドイツで行われた。
AC/DCを離れた後、エヴァンスはいろいろなバンドで演奏を続け、その中にはコントラバンド(Contraband)なども含まれていた。1983年には、短期間ながらヘヴンでミック・コックス(Mick Cocks)に代わってギターを弾いたが、このグループはすぐに解散してしまった。その後、エヴァンスは、元バッファロー(Buffalo)のシンガーであるデイヴ・タイス(Dave Tice)と、バンドの編成や名義はいろいろ変わりながらも永く一緒に演奏することになった。またエヴァンスは、1990年代初めの一時期には、パーティー・ボーイズ(The Party Boys)のメンバーになっていた。
2003年にロックの殿堂がAC/DCの殿堂入りを発表した時、マーク・エヴァンスとボン・スコットも、元メンバーとして顕彰のリストに載っていた。ところが、その後、エヴァンスの名は説明のないまま削除された。この殿堂入りについては、エヴァンスも含まれるべきだという考え方も強く、その根拠の一つとして、2003年当時にAC/DCがライブで演奏していた21曲のうち8曲が元々はエヴァンスがレコーディングした曲であることが指摘されていた。